# Maximilian Heyß
Maximilian Heyß, též Maximilian Heiss (12. srpna 1808 Pasov – 29. června 1867 Vídeň), byl rakouský politik německé národnosti z Horních Rakous, v 60. letech 19. století poslanec Říšské rady.

## Biografie
Byl synem poštmistra z Pasova. Později působil jako statkář. V době svého působení v parlamentu se uvádí jako Maximilian Heyß, statkář v Rottenbachu.
Počátkem 60. let se zapojil i do vysoké politiky. V zemských volbách v roce 1861 byl zvolen na Hornorakouský zemský sněm za kurii velkostatkářskou.
Působil také coby poslanec Říšské rady (celostátního parlamentu Rakouského císařství), kam ho delegoval Hornorakouský zemský sněm roku 1861 (Říšská rada tehdy ještě byla volena nepřímo, coby sbor delegátů zemských sněmů). Opětovně byl zemským sněmem do Říšské rady vyslán v roce 1867, krátce poté ovšem zemřel. Zastupoval Stranu ústavověrného velkostatku.
Zemřel v červnu 1867 na plicní chorobu.